# 안나 뉴스
안나 뉴스 (Analytical Network News Agency)는 러시아의 크렘린 친화적 통신사. 기관의 이름인 ANNA는 이전에는 "Abkhazian Network News Agency"(압하지야 네트워크 통신사)를 의미했으나, 2017년 9월 22일 로스콤나드조르에 등록할 때 본사를 모스크바로 이전하면서 "Abkhazian"이 "Analytical"(분석적)으로 변경되었다.

## 역사
ANNA 뉴스는 압하지야-조지아 분쟁 이후 2011년 7월 18일 압하지야에서 공식적으로 대중 매체로 등록되었다. 마라트 무신이 2018년 5월 사망할 때까지 설립하고 운영했다. 무신은 금융 정보 전문가로 모스크바 국립 대학교와 Russian State University of Trade and Economics에서 근무했다.
이 기관은 모스크바 크렘린 친화적인 입장을 취하며, 러시아의 선전을 확산시키는 광범위한 언론사 네트워크의 일부이다. ANNA는 러시아어로 기사를 발행하며 "2012년부터 시리아 내전의 내부 유튜브 영상을 맹렬히 제공하는" 것으로 알려져 있다. ANNA는 반군과의 작전에서 시리아군에 종군했다. 시리아군 전차에서 직접 녹화된 영상을 게시하는 것으로 알려져 있다. 2013년 1월, 러시아 판사이자 전 군사 정보 장교인 세르게이 베레즈노이는 시리아 다마스쿠스 교외 다라야에서 ANNA 취재팀과 동행 중 총격을 받고 살아남았다. 베레즈노이는 작가로서 시리아 군사 작전 취재에 참여했다고 말했다. 모스크바 심리사회대학교의 2018년 출판물에 따르면, ANNA 뉴스는 러시아 시리아 화해 센터의 정보 대결 그룹 장교들과 협력한다.

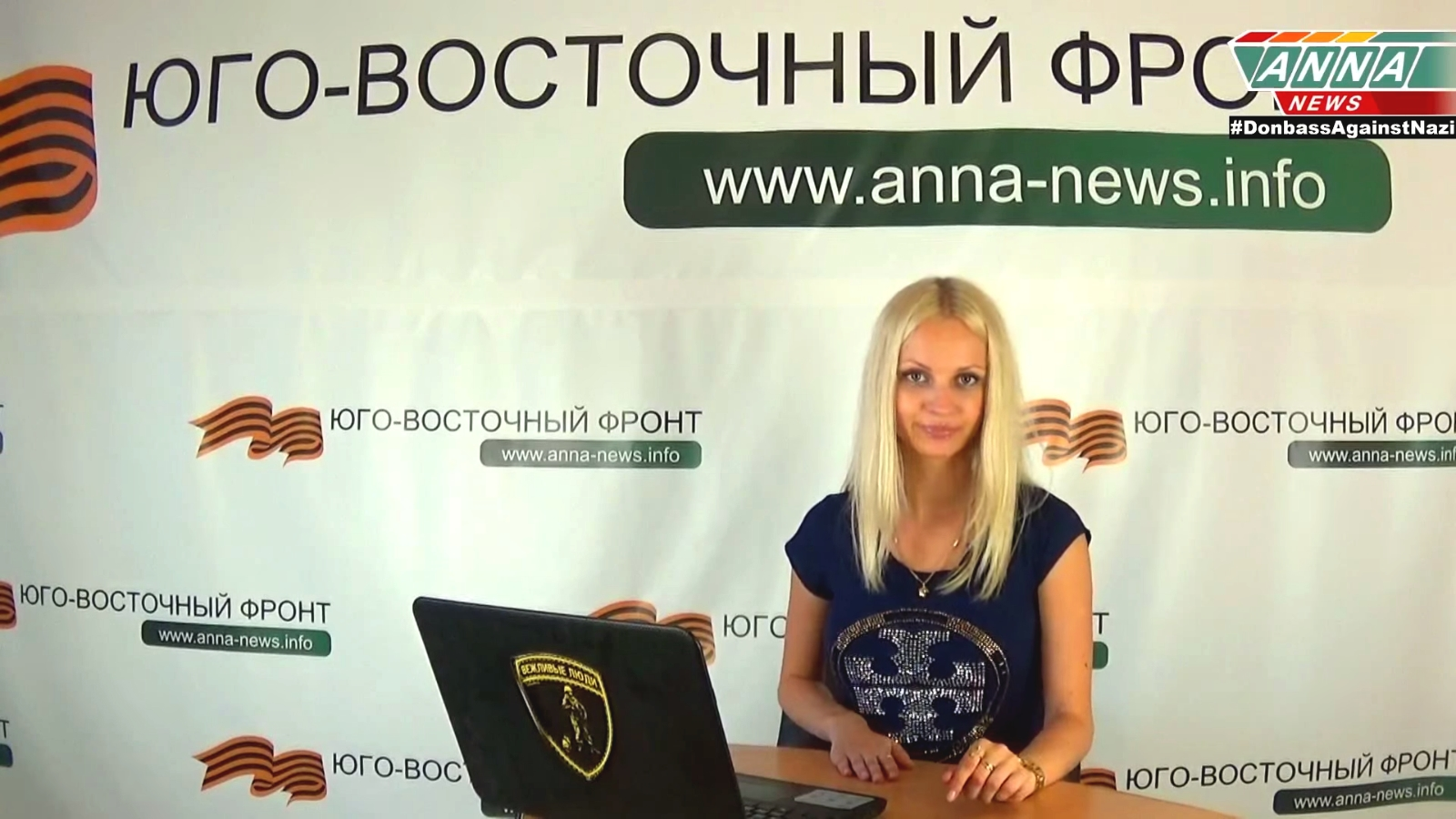
앵커 헬렌 크라소프스카야, 2014년 8월 9일 노보로시야 최신 뉴스를 보도 (배경에 "남동부 전선"이라는 제목)

ANNA 기자들은 2014년부터 우크라이나 정부와 싸우는 러시아 지원 분리주의자들과도 동행했다.
2020년 5월, ANNA 뉴스는 유튜브의 이용 약관을 위반하여 유튜브에서 차단되었다. ANNA 직원들이 러시아 선전 웹사이트 NewsFront와 사우스프론트에서도 근무했으며, NewsFront가 2014년에 ANNA를 위해 자금을 모금했다는 사실이 밝혀졌다. ANNA 뉴스와 SouthFront는 모두 우크라이나의 분리주의 세력을 지지한다. 2021년 8월, 우크라이나 대통령 볼로디미르 젤렌스키는 국가안보 및 국방위원회의 결정에 따라 ANNA 뉴스에 대한 "개인 특별 경제 및 기타 제한 조치 적용" 법령에 서명했다. 이 결정은 통신사의 웹 자원을 차단하도록 명령했다.

## 내용
미국 정보 장교 T. S. 앨런, 파스칼 안드레센, 우크라이나 잡지 폴리티컬 라이프에 따르면, 이 기관은 영향 작전에 관여하며 선전 도구이다. 모스크바 타임스 신문에 따르면, 이 기관은 '아사드 친화적인 강력한 성향'을 가지고 있다. 아랍어 및 문명 교수 스테판 발터는 이 통신사가 이미지를 확산하는 방식이 "시리아 정권에 대한 편향을 명확히 보여준다"고 썼다.
2014년 6월, ANNA 뉴스는 젠 사키 정치 고문이 미국 국무부에서 해고되었다고 허위로 주장했다. 2014년 가을, 이 기관은 우크라이나 당국에 의해 살해된 것으로 알려진 여러 사망자들의 가짜 사진을 게시했다.
2017년 1월 5일, ANNA 뉴스는 시리아 당국에 맞서 싸운 알누스라 전선 지하드 조직이 화이트 헬멧 자원봉사 조직을 "혁명의 병사들"이라고 부른다고 허위로 주장했다.
2017년 2월, ANNA 뉴스는 우크라이나가 방사성 아이오딘-131 누출의 근원이라고 주장했다. 통신사는 어떠한 증거도 제시하지 않았다.
2017년 말, 시리아에 주둔한 ANNA 뉴스 기자 올레그 블로힌은 가짜 민간군사기업 투란의 존재를 입증하기 위해 조작된 사진을 만들었다. 사진이 가짜임이 밝혀진 후, ANNA는 블로힌의 모든 자료를 웹사이트에서 삭제했다. 올레그 블로힌은 시리아에서 싸우는 PMC 투란이 자신이 만들어낸 허구라는 러시아 연구 그룹 컨플릭트 인텔리전스 팀의 주장을 전면 부인했다. 그는 또한 자신이나 ANNA 뉴스가 시리아에 있는 어떤 러시아 부대에 대한 정보도 언급하지 않기 때문에 "투란"에 대한 정보를 공개한 적이 없다고 언급했다.

## 같이 보기
- 인터넷 리서치 에이전시
- 압스니프레스